# Oniscus
Oniscus é um género de bichos-de-conta que compreende cinco espécies, três das quais com distribuição natural confinada ao noroeste da Península Ibérica (Oniscus ancarensis, O. galicianus e O. lusitanicus), uma aos Pirenéus (Oniscus simonii) e uma com distribuição alargada no continente europeu e na Macaronésia (O. asellus), e já introduzida nas Américas.